# Zaza Kolelisvili
Zaharia (Zaza) Kolelisvili grúzul: ზაზა კოლელიშვილი (Telavi 1957. január 11. –) grúz színész, rendező, forgatókönyvíró, producer, díszlettervező.

## Életpályája
1981-ben végzett a Sota Rusztaveli Színház- és Filmművészeti Főiskola színészi karán, 1996-ban pedig ugyanennek az intézetnek a rendezői karán. 1997-ben az Ivane Dzsavaisvili Tbiliszi Állami Egyetem filológiai karán szerzett diplomát. 1981–1984-ben a Telavi Állami Színház tagja volt, 1984–1991-ben a Rusztaveli Színház színművésze volt. 1985-től a Grúzia Filmstúdióban dolgozik.
2014–2017 között a tbiliszi városi tanács tagja volt (a Nadzaladevi kerület (Sanzona) többségi tagja, választási szövetség – "Grúz álom").

## Filmográfiája

### Filmrendezőként
- 2006: Két hevszuri rendező. Zaharia (Zaza) Kolelisvili
- 2007: Kutaisi nagypapa rendező. Zaharia (Zaza) Kolelisvili

### Forgatókönyvíróként
- 1993: "The Deal" rendező. Zaharia (Zaza) Kolelisvili
- 2003: "A választás" rendező. Zaharia (Zaza) Kolelisvili
- 2004: „Georgia in My Heart” (dokumentumfilm) r. Zaharia (Zaza) Kolelisvili
- 2006: "Két hevszuri" rendező. Zaharia (Zaza) Kolelisvili
- 2007: "Kutaiszi Nagypapa" rendező. Zaharia (Zaza) Kolelisvili
- 2011: "The Deal 2" (Mito) rendező. Zaharia (Zaza) Kolelisvili

### Filmproducerként
- 2006: "Két hevszuri" rendező. Zakaria (Zaza) Kolelishvili
- 2010: "Háború és esküvő" rendező. Zakaria (Zaza) Kolelishvili

### Díszlettervei
- 2006: Két hevszuri rendező. Zaharia (Zaza) Kolelisvili
- 2007: Kutaiszi nagypapa rendező. Zaharia (Zaza) Kolelisvili

### Színészként
- 1976: "A kívánság fája" (Sete) rendező: Tengiz Abuladze
- 1977: "Mimino" rendező: Giorgi Danelia
- 1979: "Házasság Imeruliban": Neli Nenova, Geno Csulaia
- 1979: „A gát a hegyben” (Gigo) rendező: Nodar Managadze
- 1981: "Hét kis történet az első szerelemről" rendező: Giorgi (Gia) Mataradze
- 1982: "Kukaracha" (Murtalo) Rendezők: Siko Dolidze, Keti Dolidze
- 1983: "Bandita a téglagyárból" (Jano) rendező: Giorgi (Gia) Mataradze
- 1984: „A téli kertek eltűntek” (Achiko) rendező.: Giorgi Levasov-Tumanisvili
- 1984: "A fiatal zeneszerző utazása" rendező: Giorgi Sengelaja
- 1985: "Férfiak és mások" rendező: Vahtang (Buba) Kikabidze
- 1985: "A világ leggyorsabb emberei" rendező: Giorgi (Gia) Mataradze
- 1985: "Nagymama" rendező: David Dzsanelidze
- 1987: „Hareba és Gogia” (Zsorzsika Berdzenisvili) rendező: Giorgi Sengelaja
- 1987: "Bravo, Albert Lolish!" Merab Tavadze
- 1988: "Revelation" rendező: Giorgi (Gia) Mataradze
- 1988: "Apa, fiú és a szellő" rendező: Giorgi (Gogita) Cskonia
- 1990: „A háború mindenkiért háború” (Iakob Dzsugasvili) rendező: Devi Abasidze
- 1992: "Ők" rendező: Levan Zakareisvili
- 1998: "A tó" rendező: Kahaber (Kakha) Kikabidze
- 2007: "Nagypapa Kutaisziből" rendező: Zaharia (Zaza) Kolelisvili
- 2008: "Közvetítők" rendező: (Dimitri (Dito) Csincsadze)
- 2011: "The Deal 2" (Mito) rendező: Zaharia (Zaza) Kolelisvili

## Tagságai
- Grúz Operatőrök Alkotószövetsége, tag
- Tbiliszi Önkormányzati Tanács tagja
- Tbiliszi Városi Tanács Emberi Jogok Védelmével és Civil Integrációs Bizottságának tagja
- Tbiliszi Önkormányzati Tanács Oktatási és Kulturális Bizottságának tagja
- Művészek Nemzetközi Szövetsége, az Igazgatóság tagja (1996-1997)

## Fordítás
Ez a szócikk részben vagy egészben  a(z)   ზაზა კოლელიშვილი című grúz Wikipédia-szócikk fordításán alapul.  Az eredeti cikk szerkesztőit annak laptörténete sorolja fel. Ez a jelzés csupán a megfogalmazás eredetét és a szerzői jogokat jelzi, nem szolgál a cikkben szereplő információk forrásmegjelöléseként.